# Крутая (Могилёвская область)
Крутая (бел. Крутая) — деревня в Мстиславском районе Могилёвской области Белоруссии. Входит в состав Подсолтовского сельсовета.

## География
Деревня находится в северо-восточной части Могилёвской области, в пределах Оршанско-Могилёвской равнины, вблизи государственной границы с Российской Федерацией, на расстоянии примерно 26 километров (по прямой) к северо-западу от Мстиславля, административного центра района. Абсолютная высота — 223 метра над уровнем моря.

## История
В конце XVIII века деревня входила в состав Мстиславского воеводства Великого княжества Литовского.
Согласно «Списку населенных мест Могилёвской губернии» 1910 года издания населённый пункт входил в состав Крутовского сельского общества Шамовской волости Мстиславского уезда Могилёвской губернии. Имелось 28 дворов и проживало 216 человек (110 мужчин и 106 женщин).
До 2013 года Крутая входила в состав ныне упразднённого Раздельского сельсовета.

## Население
По данным переписи 2009 года, в деревне проживало 17 человек.